# Balotești
Balotești là một xã thuộc hạt Ilfov, România. Dân số thời điểm năm 2002 là 6721 người.